# Oxyria digyna
Oxyria digyna is een soort uit het geslacht Oxyria, behorend tot de duizendknoopfamilie (Polygonaceae). De plant komt voor in noordpool- en bergachtige gebieden.

## Kenmerken
Oxyria digyna wordt zo’n 10 tot 30 cm en heeft een ondergrondse verticale caudex waarbij elke caudex-tak eindigt in een rozet. De plant heeft één of meerdere bloemstengels die onvertakt, niet behaard en meestal bladerloos zijn. Zowel de bladstengels als de bloemstengels zijn roodkleurig. De bladeren zijn niervormig, enigszins vlezig, bruinachtig of roodachtig met een licht golvende rand. Het tuitje is vliezig, kort, los en bruin. Het nootje is afgeplat en 3-5mm lang. Eén plant produceert meestal tientallen, maar soms wel honderden nootjes.
De radiaal symmetrische bloemen zijn gegroepeerd in een opstaande tros, ze zijn klein en groen maar verkleuren na een tijd rood. De bloem bevat 6 meeldraden met rode of geelachtige helmknoppen. De stamper heeft 2 stijlen en wordt gevormd uit 2 samengesmolten vruchtbladen.

## Leefgebied
De plant komt voor op de toendra in het Noordpoolgebied. Verder naar het zuiden komt de plant voor in hoge, bergachtige gebieden zoals de Alpen, de Pyreneeën, de Sierra Nevada en de Cascade Range. De plant groeit hier meestal op alpenweiden, puinhellingen, besneeuwde locaties en naast beekjes. De plant zou een voorkeur hebben voor een zuurdere bodem.
Voor de kust van Noorwegen is stuifmeel gevonden van deze plant in veengebied van 12.600 jaar oud. Dit geeft aan dat dit één van de eerste planten moet zijn geweest die het gebied koloniseerde na het terugtrekken van de ijskappen.
De plant is een belangrijke voedselbron voor grote zoogdieren zoals elanden en wapiti’s, maar ook voor vogels zoals ganzen.

## Voortplanting
De plant bloeit van juni tot augustus. De seksuele voortplanting gebeurt met behulp van zaden. De bloemen worden door de wind bestoven, maar er kan ook bestuiving door insecten plaatsvinden.